# Save Yourselves!
Save Yourselves! és una pel·lícula nord-americana de comèdia de ciència-ficció del 2020 escrita i dirigida per Alex Huston Fischer i Eleanor Wilson, i protagonitzada per John Paul Reynolds i Sunita Mani. La pel·lícula es va estrenar al Festival de Cinema de Sundance de 2020. Va ser llançada el 2 d'octubre de 2020, per Bleecker Street.

## Argument
Su i Jack, una parella millenial d'uns 30 anys, decideixen desconnectar de les seves vides dominades per Internet a Brooklyn apagant els seus telèfons durant una setmana i allotjant-se en una cabana remota propietat del seu amic Raph. Durant la seva estada, Jack s'adona d'un objecte com una bola borrosa al cau, que Su anomena "puf". Mentre Jack és fora, la Su secretament encén el seu telèfon i escolta diversos missatges de veu estranys de la seva mare sobre "rates gegants" que infesten Nova York, que semblen consumir etanol. Després d'una nit de copes, mentre la parella fa l'amor davant d'un gran finestral, Raph arriba fora de la cabina però cau a terra, deixant al descobert un "puf" darrere seu.
La parella es desperta i descobreix que l'iniciador de massa mare de Jack està buit i la seva ampolla de whisky s'ha buidat. La Su s'adona que tots dos contenien etanol i que el "puf" pot ser una de les rates gegants de les quals parlava la seva mare. La parella s'amaga al pis de dalt i encenen els seus telèfons, descobrint que han perdut el senyal, però aprenent de diversos missatges de veu i missatges de text que els "pufs" són extraterrestres que s'alimenten d'etanol i que han envaït Nova York, obligant a una evacuació d'emergència. Preparant-se per escapar de tornada a la ciutat, la parella descobreix que els extraterrestres han drenat la gasolina del seu cotxe a causa del seu contingut d'etanol. Troben un Land Rover al graner amb un dipòsit ple de combustible dièsel, que els extraterrestres ignoren perquè no conté etanol.
Conduint pel bosc, són testimonis de com una altra parella és assassinada per un extraterrestre. Recordant l'atracció de l'alienígena per l'alcohol, Jack llança una ampolla de vi al bosc per atraure l'alienígena. L'olor de l'etanol distreu l'extraterrestre, que ruixa una feromona i s'endinsa al bosc, netejant el seu camí. La Su i el Jack senten un nadó plorar al camió de l'altra parella i tornen de mala gana per rescatar-lo. Una dona que s'amaga a la part posterior del camió emergeix i els sosté a punta de pistola abans de marxar amb el Land Rover, deixant la parella i el nadó encallats al bosc. Quan la parella comença a al·lucinar a causa de les feromones de l'extraterrestre, la Su s'injecta en Jack i a ella mateixa amb dues agulles d'epinefrina del camió, però perden el coneixement.
Es desperten i troben un extraterrestre a prop del nadó, que es va allunyar mentre estaven inconscients. Quan l'alienígena dispara amb la seva probòscide al pit d'en Jack, la Su agafa un ganivet i el talla, que es desinfla i mata l'alienígena. Descobreixen que el mòbil de Jack, guardat a la butxaca del pit, el va salvar de l'atac alienígena. Mentre pugen a un mirador, investiguen una estructura translúcida que creix del sòl proper. En descobrir que els seus telèfons han recuperat el senyal, busquen informació i truquen al 911. Mentre es distreuen, l'estructura canvia de forma per atrapar-los a ells i al nadó dins d'una bombolla insonoritzada, que progressivament ascendeix més enllà de l'atmosfera, unint-se a moltes altres bombolles que també pugen a l'espai des de tota la Terra.

## Repartiment
- John Paul Reynolds com a Jack "Jackie" Wyndam
- Sunita Mani com a Surina "Su" Raji
- Ben Sinclair com a Raph
- John Early com a Blake
- Jo Firestone com a Desi
- Johanna Day com a Judy
- Amy Sedaris com la veu de la mare de Jack
- Zenobia Shroff com la veu de la mare de Su

## Llançament
La pel·lícula es va estrenar al Festival de Cinema de Sundance el 25 de gener de 2020. Poc després, Bleecker Street ava adquirir els drets de distribució del pel·lícula. Va ser llançat el 2 d'octubre de 2020 i està disponible a Hulu als Estats Units.

## Sèrie de televisió
Una adaptació de la sèrie de televisió de la pel·lícula per a Hulu està en procés a Keshet Studios i Universal Television.

## Recepció crítica
Save Yourselves té una puntuació d'aprovació de 89 % al lloc web de l'agregador de ressenyes Rotten Tomatoes, basada en 91 ressenyes, amb una mitjana de 6.7/10. El consens crític del lloc diu: "Save Yourselves'! no fa res inesperat amb la seva premissa d'una broma, però, afortunadament, aquesta broma resulta ser sempre divertida de totes maneres." Stephanie Zacharek de Time va elogiar la pel·lícula, dient: "Es pren prou seriosament, però no massa seriosament."